# Praomys hartwigi
Praomys hartwigi  (Eisentraut, 1968) è un roditore della famiglia dei Muridi endemico del Camerun.

## Descrizione

### Dimensioni
Roditore di piccole dimensioni, con la lunghezza della testa e del corpo tra 115 e 134 mm, la lunghezza della coda tra 156 e 173 mm, la lunghezza del piede tra 24 e 28 mm, la lunghezza delle orecchie tra 17 e 21 mm e un peso fino a 70 g.

### Aspetto
La pelliccia è lunga e soffice. Le parti superiori sono bruno-rossastre, i fianchi sono più chiari, mentre le parti ventrali sono bianche. La base dei peli è ovunque grigia.  Il dorso delle zampe è attraversato da una striscia scura che si estende fino alla base delle dita. Le zampe anteriori sono bianche. La coda è più lunga della testa e del corpo, è uniformemente marrone e cosparsa di piccolissime setole scure. Le femmine hanno un paio di mammelle pettorali e 2 paia inguinali.

## Biologia

### Comportamento
È una specie notturna e parzialmente arboricola. Costruisce nidi nelle cavità degli alberi.

### Alimentazione
ha una dieta onnivora, con circa il 10% rappresentato da vermi ed artropodi.

## Distribuzione e habitat
Questa specie è endemica del Monte Oku, nel Camerun.
Vive nelle foreste primarie montane tra 2.700 e 2.900 metri di altitudine.

## Conservazione
La IUCN Red List, considerato che questa specie è conosciuta soltanto in una località, dove il disboscamento è in atto, classifica P.hartwigi come specie in pericolo (EN).